# 馬錦燦
馬錦燦（1909年—1984年1月20日），香港企業家及東華三院主席，馬錦燦家族主要成員，1937年創辦大生銀行前身大生銀號。

## 生平
馬錦燦，廣東潮陽人。年少讀家鄉潮陽中學，中途因喪父而輟學。出身在汕頭某銀號工作，學習外匯和黃金買賣。1930年在汕頭成立有發銀莊。1936年移居香港，創辦大生銀號，分行遍佈廣州、上海、澳門、汕頭等地方。
1950年代，業務多元化，馬錦燦入股香港華人銀行、風行汽車、遠東保險、亞洲保險、安光企業公司等，另外投資房地產。在1954年至1964年期間，馬錦燦策劃興建30多幢樓宇，總值約1億港元，代表作包括北角五洲大廈、羅便臣道錦園花園大廈等。
1967年香港暴動時，馬錦燦不斷入市買地皮，1968年成立大生地產發展公司，1973年成為香港上市公司，經營出租、貨倉及物業投資等。馬錦燦家族佔大生地產5成股權，並擁有大生銀行，還有不少商場、寫字樓及住宅物業，家族財富估值逾10億港元。
馬錦燦於1984年1月初因腦血管栓塞入住養和醫院，同月20日下午5時病逝，27日於香港殯儀館以佛教儀式出殯，隨即奉柩柴灣佛教墳場土葬。

## 家庭
馬錦燦有1妻3妾，育有12名子女，較為人熟悉的有：
- 馬清岳：長子，香港建築師，曾任大生銀行董事。
- 馬清忠：次子，曾任金銀業貿易場監事長及香港聯合交易所有限公司副主席。
- 馬清權，三子，現任大生地產行政總裁兼總經理，曾任東華三院總理。
- 馬清偉：四子，馬錦燦去世後，與馬清忠一同接掌家族生意，大生銀行前主席，現任大生地產主席兼行政總裁，藝人陳美琪與薛芷倫的前夫。
- 馬清鏗：五子，現任大生銀行主席兼大生地產副主席，曾任大生銀行董事總經理，亦於2008年曾任東華三院主席。[3]
- 馬清儀（1952年－2017年）：排行第六，香港已故女演員，1985年健美小姐冠軍、無綫電視前藝員。
- 馬清揚：幼子，香港業餘賽車手，前妻是1981年香港小姐亞軍錢慧儀。

另有：
- 馬清雯
- 馬清秀
- 馬清強
- 馬清森
- 馬清敏
- 馬清溎

## 個人榮譽
- 兩屆東華三院主席
- 多屆香港潮州商會會長
- 1953年獲英女王加冕獎章

## 命名
- 香海正覺蓮社佛教馬錦燦紀念英文中學：位於粉嶺
- 東華三院馬錦燦紀念小學：位於上水
- 東華學院（馬錦燦紀念大樓）：位於京士柏

## 資料來源
1. 1 2 3  . 工商日報第七頁. 1984年1月22日.（繁體中文）
2. 1 2  . 工商日報第七頁. 1984年1月28日.（繁體中文）
3. ↑  . 星島頭條. 2025-01-14  [2025-01-15] （中文（香港））.